# Sinister Wisdom
Sinister Wisdom est un journal littéraire, théorique et artistique lesbien publié trimestriellement. La revue est créée en 1976 par Catherine Nicholson et Harriet Ellenberger (Desmoines). Le titre de presse spécialisé admet la plus grande longévité pour une publication en activité, avec plus de 105 publications. 
Sinister Wisdom est lancé en 1976, à Charlotte, en Caroline du Nord. Le journal est un pionnier de l'édition féminine et féministe en collaborant avec des maisons d'édition uniquement gérées par des femmes comme la Whole Women Press et l'Iowa City Women's Press. En 2013, le magazine est à l'origine de Sapphic Classics, un partenariat entre Sinister Wisdom et A Midsummer Night's Press, qui a permis la réédition d'œuvres de la littérature lesbienne auprès d'un public contemporain,,.

## Historique

### Création et lutte contre le patriarcat
En 1976, Catherine Nicholson et Harriet Ellenberger assistent à un atelier d'écriture pour femmes à Knoxville, dans le Tennessee, dans le but de créer un journal littéraire réservé aux femmes qui aiment les femmes. Des prédécesseurs dans le domaine littéraire lesbien tels que The Ladder et Amazon Quarterly ont inspiré les deux participantes. Celles-ci sont alors à l'initiative d'un dépliant appelant toute écriture lesbienne à faire partie de ce nouveau projet. Harriet Ellenberger, en particulier, appelle à une révolution littéraire, afin que chacune puisse s'exprimer en dehors du royaume patriarcal.
En juillet 1976, le premier numéro de Sinister Wisdom est entièrement rédigé par Catherine Nicholson et Harriet Ellenberger. Le journal programme trois numéros par an et des abonnements au prix de 4,50 dollars US.
À partir du numéro 7, les co-rédactrices en chef introduisent certains changements. Pour continuer à publier en toute autonomie, le journal se doit de régler seul les frais pour ses locaux, ses fournitures, son impression et son envoi postal. Le montant des abonnements passe ainsi à 7,50 USD afin de couvrir l'ensemble de ces coûts. Le nombre de numéros publiés dans l'année augmente de trois à quatre, et le siège de l'éditeur est déplacé de Charlotte à Lincoln au Nebraska. Sur place, l’équipe de Sinister Wisdom entame sa collaboration avec Iowa City Women's Press et Whole Women Press, deux maisons d’édition spécialisées dans la publication de travaux de femmes et d'autrices lesbiennes.

### Ouverture à l'intersectionnalité
Épuisées par le travail de rédaction et de production du journal, Catherine Nicholson et Harriet Ellenberger se mettent à la recherche de femmes pour les remplacer. En 1978, lors d'une soirée consacrée à l'édition féminine à New York, elle se rapprochent d'Adrienne Rich et Michelle Cliff,. 
Celles-ci promettent de s’engager à maintenir la qualité des publications qui font la réputation de Sinister Wisdom. En tant que militante et écrivaine de couleur, Michelle Cliff souhaite inclure davantage de sujets traitant des intersections entre la race et le lesbianisme. Le numéro 17 publié au printemps 1981, marque le début d’une revue davantage intersectionnelle, et qui s’éloigne ainsi du séparatisme classique pour se tourner vers d’autres formes d’oppression qui coïncident alors avec les expériences des femmes lesbiennes.
À l'été 1983, Michaele Uccella et Melanie Kay/Kantrowitz succèdent à Adrienne Rich et Michelle Cliff,.

### Organisme à but non lucratif
Elana Dykewomon, écrivaine féministe, prend la direction du Sinister Wisdom à compter du numéro 33. En tant que rédactrice en chef et nouvelle éditrice, elle œuvre en faveur de la reconnaissance du titre de presse comme organisation à but non lucratif,. Au printemps 1992, lors de la publication du numéro 46, la revue est officiellement reconnue comme un organisme à but non lucratif. Sinister Wisdom est à présent publié par Sinister Wisdom Inc.
Le numéro 55 est édité par Caryatis Cardea, Jamie Lee Evans et Sauda Burch. Le journal a ensuite été confié à Akiba Onáda-Sikwoia avec comme volonté d'augmenter le nombre d'abonnements. Cependant les 400 nouveaux abonnements espérés ne sont pas atteints. C'est à cette même période que le Sinister Wisdom offre 80 abonnements gratuits à des femmes lesbiennes incarcérées. Une initiative que le journal perdurera par la suite.

### Sapphic Classics
De 1997 à 2000, Margo Mercedes-Rivera-Weiss succède à Akiba Onáda-Sikwoia. Fran Day, écrivaine féministe active au sein de la communauté lesbienne devient la rédactrice en chef du magazine de 2000 à sa mort en 2010. Joyeux Gangemi est responsable de l'édition entre 2010 et 2013. Julie R. Enszer poursuit le travail d'édition dès 2013.
Depuis 2013, Sinister Wisdom réimprime des ouvrages classiques de littérature lesbienne et de poésie destinés à un nouveau public. Sapphic Classics est réalisé en partenariat avec A Midsummer Night's Press, une maison d'édition indépendante spécialisée dans la poésie. Ces publications servent souvent de numéros spéciaux à la revue.

## Contenu
Chaque numéro couvre différents sujets en lien avec le quotidien des femmes lesbiennes et contient une combinaison d'écriture créative, de poésie, de critique littéraire, de théorie féministe, de publicités et de notes de la ou des rédactrices. Sinister Wisdom accepte les contributions des autrices débutantes, tout comme les textes d'écrivaines reconnues, telles les œuvres d'Audre Lorde et Adrienne Rich. 
Le titre Sinister Wisdom leur est inspiré par le roman de Joanna Russ. Sinister Wisdom est traduit comme l'homme féminin. Dans ce contexte, Sinister signifie "du côté gauche", en contraste direct avec le "côté droit" qui se rapporte aux valeurs patriarcales et conservatrices qui « dominent la société et cherchent à opprimer la gauche », écrit Harriet Ellenberger dans son premier éditorial pour le magazine,.   

## Ligne éditoriale
Pour Harriet Ellenberger, le journal est un outil de lutte contre les pensées du royaume patriarcal traditionnel. Pour elle, le meilleur moyen de se connecter avec la communauté lesbienne et d'écrire par elles pour elles. Outre le contenu séparatiste, la revue s'impose au sein du secteur de l’édition, alors principalement contrôlé par des hommes. 
Sinister Wisdom compte plus de 105 publications, soit quatre nouvelles publications saisonnières publiées chaque année. Le journal présente principalement des œuvres de lesbiennes et s'intéresse particulièrement à l'écriture, aux arts et à la photographie. Les rédactrices souhaitent refléter une diversité d'expériences et de points de vue sans distinctions d'âge, de sexe, de morphologie, de couleur de peau ou de situations socio-professionnelles. 

## Reconnaissance
En 2014, Sinister Wisdom reçoit le prix du leadership par Publishing Triangle, association américaine d’homosexuels et de lesbiennes du secteur de l’édition.

## Contributrices notables
- Audre Lorde (1934-1992), poétesse, essayiste et activiste
- Adrienne Rich (1929-2012), poétesse, écrivains et activiste
- Anita Cornwell (1923-), écrivaine et journaliste afro-américaine
- Susan Hawthorne (1951-), écrivaine, poétesse et éditrice
- Joanna Russ (1937-2011), romancière
- Elana Dykewomon (1949-), poétesse, romancière, rédactrice en chef et militante
- Minnie Bruce Pratt (1946-), poétesse, militante et enseignante
- Deena Metzger (1936-), écrivaine
- Michelle Cliff (1946-2016), écrivaine et critique littéraire
- Pat Parker (1944-1989), poétesse